# Adélaïde de Saint-Germain
Adélaïde de Saint-Germain, född 1769, död 1850, var en fransk hovfunktionär.
Hon uppges ha varit dotter till Catherine Éléonore Bénard och Ludvig XV, men formellt till moderns make Joseph Starot de Saint-Germain. Napoleon I ville gifta sig med henne, men hennes far vägrade ge sitt tillstånd. Hon gifte sig 1797 med Jean Pierre Bachasson de Montalivet. Hon tjänstgjorde som hovdam åt kejsarinnan Joséphine de Beauharnais 1804-1809 och kejsarinnan Marie Louise av Österrike 1810-1814. 